# Lake Newell (sjö i Australien, Western Australia)
Lake Newell är en sjö i Australien. Den ligger i delstaten Western Australia, omkring 1 300 kilometer nordost om delstatshuvudstaden Perth. 
Omgivningarna runt Lake Newell är i huvudsak ett öppet busklandskap. Trakten runt Lake Newell är nära nog obefolkad, med mindre än två invånare per kvadratkilometer. Genomsnittlig årsnederbörd är 369 millimeter. Den regnigaste månaden är december, med i genomsnitt 61 mm nederbörd, och den torraste är augusti, med 1 mm nederbörd.